# شارلوت سوزا
شارلوت سوزا (آلمانی: Charlotte Susa; زاده ۱ مارس ۱۸۹۸ – درگذشته ۲۸ ژوئیهٔ ۱۹۷۶) هنرپیشه اهل آلمان بود. وی بین سال‌های ۱۹۲۶ تا ۱۹۴۱ میلادی فعالیت می‌کرد.